# 小笠原長秀 (石見小笠原氏)
小笠原 長秀（おがさわら ながひで）は、戦国時代から安土桃山時代にかけての武将。石見国邑智郡川本郷（現在の島根県邑智郡川本町）の川本温湯城を本拠地とする国人・石見小笠原氏の第14代当主である小笠原長雄の三男。

## 生涯
石見小笠原氏の第14代当主・小笠原長雄の三男として生まれる。
弘治3年（1557年）4月、石見国邑智郡井原の雲井城において吉川元春の軍を迎え討ったが、5月上旬に雲井城は落城。長秀は城を脱して川本温湯城へ撤退した。その後も石見小笠原氏は福屋隆兼・周布元兼・佐波隆秀等の毛利方の石見国の国人たちや毛利元就と戦い、永禄2年（1559年）8月25日、小笠原長雄は毛利氏に降伏した。以後、石見小笠原氏は毛利氏に従って尼子氏との戦いに参加した。
永禄12年（1569年）12月9日に父・長雄が死去し、長兄の長旌が後を継いだ。しかし、長旌は病弱であったため、長秀は次兄の元枝と共に長旌を助け、丸山城の築城に活躍した。長秀は屋敷を古屋敷（現在の島根県邑智郡川本町大字南佐木古屋）に構えていた。
天正8年（1580年）、石見小笠原氏の重臣たちが吉川元春の三男・経言（後の広家）を小笠原長旌の養子とするよう要請した書状に、長秀も名を連ねている。
天正19年（1591年）、小笠原長旌になかなか後継となる男子が生まれなかったことから、小笠原長旌の娘・千代姫を小笠原長親（元枝の次男）に嫁がせ、長親を長旌の後継とすることが定められた。この時、小早川隆景、福原広俊、口羽春良、妙寿寺周泉が連署で石見小笠原氏の年寄衆に書状を送った際の宛名の5番目に長秀の名が書かれている。なお、長秀以外の宛先は、小笠原隆章、小笠原元枝、小笠原下野守、志谷長通の四名。
天正20年（1592年）、石見小笠原氏は毛利輝元から国替えを命じられたため、石見国から出雲国神西へ移ることとなった。長秀も長旌に従って出雲国へ移り住み、慶長3年（1598年）6月1日、出雲国の神宮（神西）において死去した。長秀には男子が2人いたが、早世したのか名前も伝わっておらず、長秀の直系は断絶した。

## 逸話
- 石見小笠原氏の居城が丸山城であった時、三原地方は旱魃に襲われたため、武明八幡宮の社司・湯浅金法が祭主となり、長秀が石見小笠原氏に伝わる「雩（あまごい）の神面」を用いて能を奉納したところ大雨は降り、旱魃の危機を脱した。この「雩の神面」は、長秀の曽祖父の小笠原長隆が大内義興に従って上洛した際に、宮廷で雨乞いの能を舞って雨を降らせたことで後柏原天皇から拝領した能面であった。なお、「雩の神面」は武明八幡宮の社宝として現存している[7]。